# Расселл, Артур
Артур Расселл (англ. Arthur Russell; 13 марта 1886, Уолсолл, Уэст-Мидлендс — 23 августа 1972, Уолсолл, Уэст-Мидлендс) — британский легкоатлет, чемпион летних Олимпийских игр 1908 года.
На Играх 1908 года в Лондоне Расселл участвовал только в беге на 3200 м с препятствиями. Выиграв полуфинал и финал, он стал чемпионом в этой дисциплине.